# Maimansingh
Maimansingh (bengalisch ময়মনসিংহ IAST Maẏamanasiṃh, englisch Mymensingh; ehemals Nasirabad) ist eine Stadt in Bangladesch, 115 km nördlich der Hauptstadt Dhaka. Sie ist Verwaltungssitz des Distrikts Maimansingh sowie der gleichnamigen Division Maimansingh und liegt am Ufer des ehemaligen Hauptstroms des Brahmaputras, dessen Hauptverlauf seit der plötzlichen Änderung in den 1780er Jahren 40 Kilometer weiter westlich liegt. In der Stadt leben etwa 580.000 Menschen. Die Stadt umfasst eine Fläche von 21,73 km² und ist in 21 Stadtteile (Wards) gegliedert.

## Geschichte

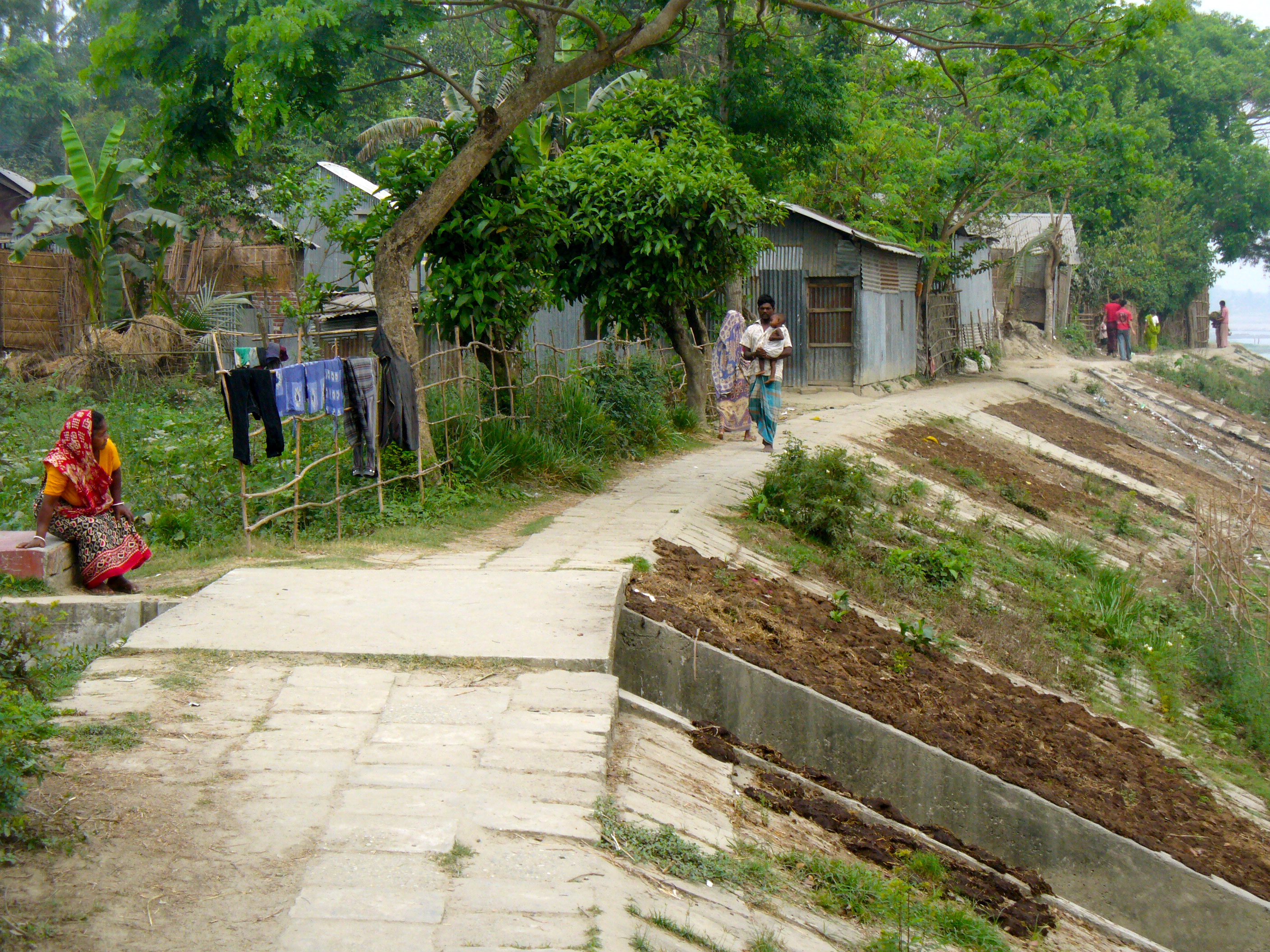
Siedlung in Mymensingh am Ufer des alten Verlaufs des Brahmaputra

Nasirabad war vom 16. bis 18. Jahrhundert ein bedeutender Handelsort des Mogulreichs. Zusätzlich zu den zahlreichen verschiedenen Bauten aus der Mogul-Zeit ist der am Brahmaputra gelegene zwischen 1905 und 1911 erbaute Palast von Maimansingh (Maimansingh Rajbari) ein architektonischer Höhepunkt. In dem Palast befindet sich mittlerweile eine Fortbildungsakademie für Lehrerinnen. Seit 1869 verfügt die Stadt über eine selbstständige Stadtverwaltung (municipality).

## Wirtschaft und Bildung
Maimansingh dient als wichtiges Handelszentrum für Reis, Jute, Zuckerrohr, Tabak, Senfkörner und Linsen. Zudem ist es ein bedeutender Standort für Jute- und elektrischer Zulieferindustrien. In Maimansingh gibt es eine landwirtschaftliche Universität und mehrere mit der University of Dhaka kooperierende Fachhochschulen.

## Sehenswürdigkeiten
- Mymensingh Museum
- Zainul-Abedin-Museum

## Religion
Der Großteil der Bevölkerung sind Muslime.
Mymensingh ist Sitz des katholischen Bistums Mymensingh.
In Mymensingh leben einige Patres der Gemeinschaft von Taizé.

## Söhne und Töchter der Stadt
- Jagadish Chandra Bose (1858–1937), Physiker und Botaniker
- Taslima Nasrin (* 1962), Schriftstellerin
- Mahmudullah (* 1986), Cricketspieler
- Mosaddek Hossain (* 1995), Cricketspieler
- Sanjida Akhter (* 2001), Fußballspielerin